# Donaas II van den Bogaerde
Donaas II van de Bogaerde (Brugge, 1576- 15 augustus 1640), lid van de notabele familie Van den Bogaerde en schepen van Brugge, werd zeer bekend vanwege de praktische omzettingstabellen die hij publiceerde.

## Levensloop
De voornaam Donaas kwam veelvuldig voor in de familie van den Bogaerde. Hij was een zoon van Vincent van den Bogaerde (1542-1586) en van die zijn tweede vrouw Jossine Strabant. Hij was de kleinzoon van Donaes I van den Bogaerde.
Donaes trouwde met Maria Claesman († 1656), dochter van gemeenteraadslid Gerard Claesman, uit een eveneens belangrijke Brugse familie.
Hij was de eerste van de familie Van den Bogaerde die ambten in het Brugse stadsbestuur opnam, hierin generaties lang opgevolgd door zijn nakomelingen. Hij werd achtereenvolgens:
- raadslid in 1610,
- hoofdman in 1612,
- schepen in 1627,
- thesaurier in 1634 en 1636.

Vooral deze laatste functie, die een persoonlijke financiële verantwoordelijkheid inhield, toont aan dat hij tot de gegoede en kredietwaardige burgers van de stad werd gerekend.
In de lijn van de familietraditie was hij beroepshalve lijnwaadhandelaar en landmeter. Ook zijn grootvader Donaes en zijn vader Vincent waren landmeter en textielhandelaar.

## Rekenkundige boekjes
Donaes II stelde enkele boekjes samen met rekenkundige tabellen: 
- omzetting van de lokale munt in de talrijke bestaande valuta,
- tabellen van intresten,
- tabellen van maten en gewichten,
- tabellen met omrekeningen dienstig in de lijnwaadhandel.

Deze boekjes werden jaarlijks herdrukt en geactualiseerd en dit tot op het einde van het ancien régime. Ze werden meestal op de markt gebracht als appendix aan de jaarlijkse Comptoir Almanach.
In een tijd waarin alle mogelijke maten en gewichten, alsook de intresten en de gebruikte munten en hun waarde, van stad tot stad verschilden, was het een echt hoofdbreken om hier wijs uit te geraken. Tabellen en omzettingen waren dan ook levensnoodzakelijk en bewezen generatie na generatie grote diensten.